# Lijst van voetbalinterlands Nicaragua - Saint Vincent en de Grenadines
Deze lijst van voetbalinterlands is een overzicht van alle officiële voetbalwedstrijden tussen de nationale teams van Nicaragua en Saint Vincent en de Grenadines. De landen hebben tot op heden zeven keer tegen elkaar gespeeld. De eerste ontmoeting, een kwalificatiewedstrijd voor het Wereldkampioenschap voetbal 2006, werd gespeeld in  Diriamba op 13 juni 2004. Het laatste duel, een groepswedstrijd tijdens de CONCACAF Nations League 2022/23, vond plaats op 24 maart 2023 in Managua.

## Wedstrijden
| № | Plaats    | Datum            | Competitie                                   | Wedstrijd                           | Uitslag |
| - | --------- | ---------------- | -------------------------------------------- | ----------------------------------- | ------- |
| 1 | Diriamba  | 13 juni 2004     | WK 2006 kwalificatie                         | Nicaragua − St. Vincent en de Gren. | 2 − 2   |
| 2 | Kingstown | 20 juni 2004     | WK 2006 kwalificatie                         | St. Vincent en de Gren. − Nicaragua | 4 − 1   |
| 3 | Kingstown | 8 september 2018 | CONCACAF Nations League 2019/20 kwalificatie | St. Vincent en de Gren. − Nicaragua | 0 − 2   |
| 4 | Managua   | 6 september 2019 | CONCACAF Nations League 2019/20              | Nicaragua − St. Vincent en de Gren. | 1 − 1   |
| 5 | Kingstown | 15 november 2019 | CONCACAF Nations League 2019/20              | St. Vincent en de Gren. − Nicaragua | 1 − 0   |
| 6 | Kingstown | 6 juni 2022      | CONCACAF Nations League 2022/23              | St. Vincent en de Gren. − Nicaragua | 2 − 2   |
| 7 | Managua   | 24 maart 2023    | CONCACAF Nations League 2022/23              | Nicaragua − St. Vincent en de Gren. | 4 − 1   |

## Samenvatting
| Competitie                   | Totaal gespeeld | Winst Nicaragua | Gelijk | Winst St. Vincent en de Gren. | Doelsaldo Nicaragua – St. Vincent en de Gren. |
| ---------------------------- | --------------- | --------------- | ------ | ----------------------------- | --------------------------------------------- |
| WK-kwalificatie              | 2               | 0               | 1      | 1                             | 3 − 6                                         |
| CONCACAF Nations League      | 4               | 1               | 2      | 1                             | 7 − 5                                         |
| CONCACAF Nat. League-kwalif. | 1               | 1               | 0      | 0                             | 2 − 0                                         |
| Totaal                       | 6               | 2               | 2      | 2                             | 12 − 11                                       |

FNF · 
A-internationals · 
Nicaraguaans vrouwenelftal
Anguilla ·
Argentinië ·
Bahama's ·
Barbados ·
Belize ·
Bermuda ·
Bolivia ·
Colombia ·
Costa Rica ·
Cuba ·
Curaçao ·
Dominica ·
Dominicaanse Republiek ·
El Salvador ·
Ghana ·
Guatemala ·
Haïti ·
Honduras ·
Iran ·
Jamaica ·
Kaaimaneilanden ·
Mexico ·
Montserrat ·
Nederlandse Antillen ·
Panama ·
Paraguay ·
Peru ·
Puerto Rico ·
Saint Kitts en Nevis ·
Saint Vincent en de Grenadines ·
Suriname ·
Trinidad en Tobago ·
Turks- en Caicoseilanden ·
Uruguay ·
Venezuela ·
Verenigde Staten
SVGFF · A-internationals · Vrouwenelftal van Saint Vincent en de Grenadines
Amerikaanse Maagdeneilanden ·
Anguilla ·
Antigua en Barbuda ·
Aruba ·
Bahama's ·
Barbados ·
Belize ·
Bermuda ·
Britse Maagdeneilanden ·
Canada ·
Costa Rica ·
Cuba ·
Curaçao ·
Dominica ·
Dominicaanse Republiek ·
El Salvador · 
Grenada ·
Guatemala ·
Guyana ·
Haïti ·
Honduras ·
Jamaica ·
Kaaimaneilanden ·
Mexico ·
Montserrat ·
Nederlandse Antillen ·
Nicaragua ·
Puerto Rico ·
Saint Kitts en Nevis ·
Saint Lucia ·
Suriname ·
Trinidad en Tobago ·
Turks- en Caicoseilanden ·
Verenigde Staten